# Súper Servicio Lomas
El Súper Servicio Lomas fue uno de los primeros edificios multifuncionales que se construyeron en México, D. F. Fue diseñado por el arquitecto Vladimir Kaspé, inaugurado en 1948 y demolido en 2011.
Parte del mismo se encuentra ubicado en la calle de Pedregal #24 a una cuadra del Periférico y Av. Paseo de la Reforma.

## Historia
Se comenzó a construir en el año de 1946 y se inauguró el 23 de noviembre de 1948, con la intención de integrar en un solo edificio la venta y reparación de autos General Motors, así como una gasolinería y locales comerciales. En 1949 fue inaugurado en su planta alta el restaurante Ciro's, que se popularizó en la época por los conciertos de la orquesta de Everett Hoagland.
La zona destinada originalmente a comercios es hoy en día las oficinas de la concesionaria, que dejó de funcionar en 2007.
El edificio así como la agencia automotriz, la gasolinería y los locales comerciales pertenecían a las familias Cabrero Porraz y Porraz Ortiz de la Huerta.

## Polémica por su demolición
Su ubicación tan céntrica y el descuido del inmueble han provocado que esta obra arquitectónica sea fuente de grandes controversias. Primero al ser comprado el predio y el edificio por Grupo Danhos para construir allí la Torre Bicentenario, proyecto que no prosperó. Sin embargo tiempo después se dio paso a su demolición, en 2010, para construir la Torre Virreyes, de 25 pisos.
El INBA tiene catalogado este inmueble como patrimonio artístico de la nación por lo que se supone estaba prohibida su demolición. (enlace roto disponible en Internet Archive; véase el historial, la primera versión y la última).